# 국자감

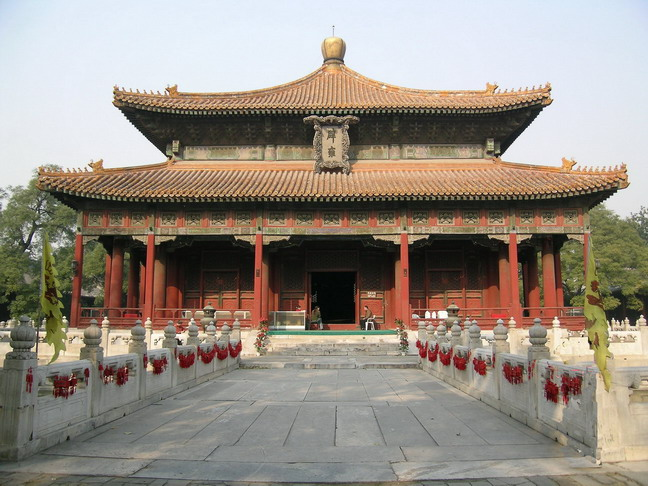

국자감(國子監)은 과거제가 최초로 시행된 수나라에서 처음으로 생겨난 중앙 학문 기관이다. 당나라 이후에도 계승되었으며, 베트남과 고려에도 설립됐다.

## 한국의 국자감
고려의 국자감은 992년(고려 성종 11)에 설립된 고려 시대 국립 고등 교육 기관으로 수도 개경에 위치했다.

## 같이 보기
- 베이징 대학
- 난징 대학